# Ytterselö kyrkby
Ytterselö kyrkby är kyrkbyn i Ytterselö socken i Strängnäs kommun, belägen på Selaön i Ytterselö socken, ungefär 3 km öster om centrala Stallarholmen. Från 2015 ingår bebyggelsen i tätorten Tuna. 
SCB hade fram till 2015 för bebyggelse i byn och den nordligaste delen av grannbyn i söder, Tuna, avgränsat en småort namnsatt till Del av Tuna och Ytterselö. 